# Cyrtochilum pusillum
Cyrtochilum pusillum là một loài thực vật có hoa trong họ Lan. Loài này được (C.Schweinf.) Dalström mô tả khoa học đầu tiên năm 2001.